# Habitant equivalent
Habitant equivalent és una unitat de mesura utilitzada per a determinar la càrrega contaminant orgànica que tenen les aigües residuals. Comunament apareix com HE. El concepte d'habitant equivalent apareix definit a la Directiva Europea 91/271/CEE del 21 de maig de 1991 sobre el tractament d'aigües residuals urbanes. En la mateixa es defineix com la càrrega orgànica biodegradable amb una DBO en cinc dies (DBO₅) de 60 g. d'oxigen (O₂) per dia.
Per tant, la càrrega contaminant generada pel nucli de població equival a la població resident, ja que una persona genera una contaminació d'un habitant equivalent.
D'igual forma, la càrrega contaminant de les aigües grises, ve determinada per la suma dels habitants equivalents de les indústries assentades en el municipi i que aboquen a la xarxa de col·lectors municipals.